# Granila paseas
Granila paseas är en fjärilsart som beskrevs av William Chapman Hewitson 1857. Granila paseas ingår i släktet Granila och familjen tjockhuvuden. Inga underarter finns listade i Catalogue of Life.

## Bildgalleri

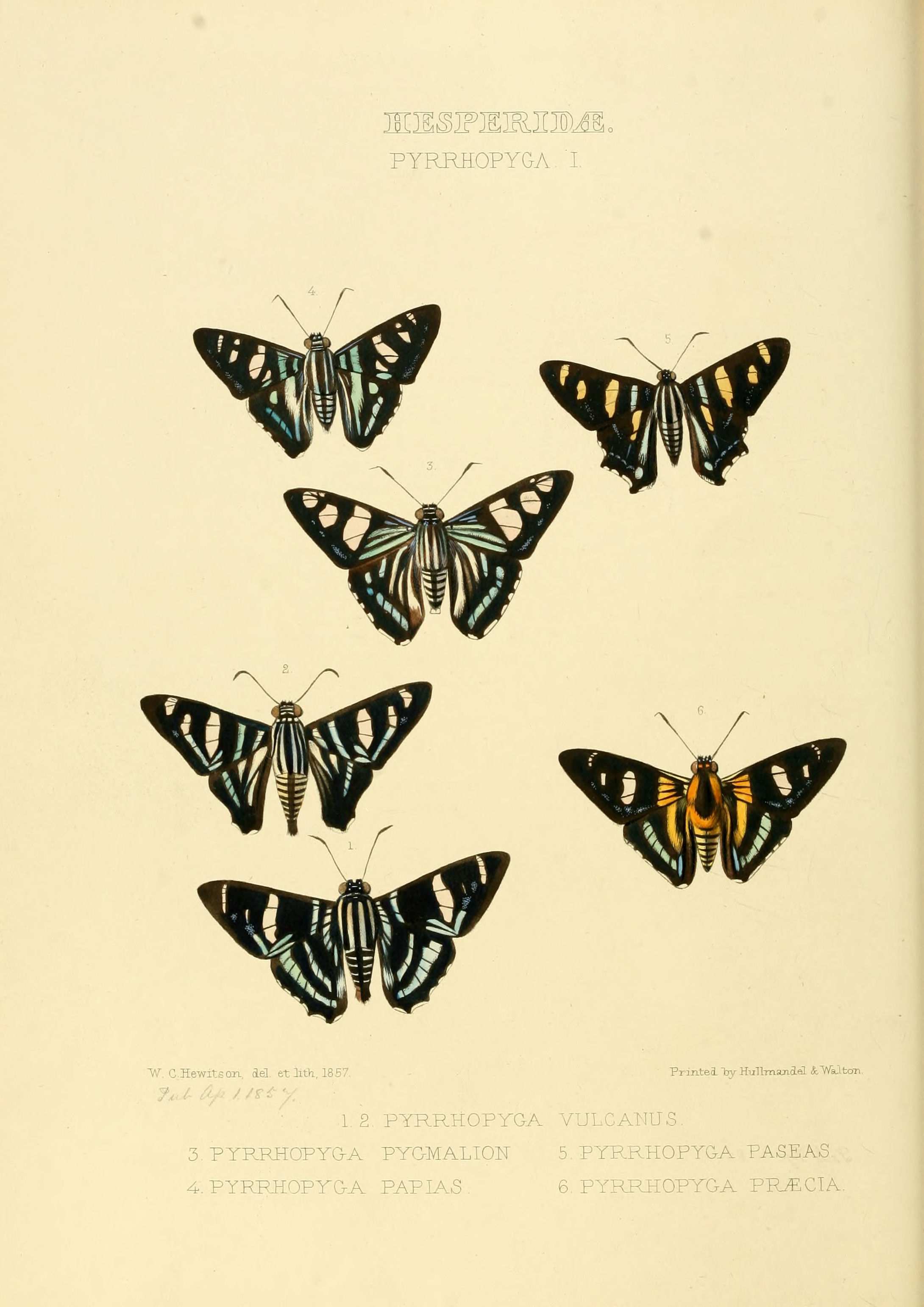